# IO Interactive
Az IO Interactive (rövidítve: IOI) dán videójáték-fejlesztő vállalat, legnagyobb körben a Hitman videójáték-sorozatáról ismert. A cég 2016 októberében 170 alkalmazottat foglalkoztatott, 2019 januárja óta pedig malmői IOI Malmö leányvállalatát is irányítja.
A céget 1998 szeptemberében alapította a hét fejlesztő által tulajdonolt Reto-Moto videójáték-fejlesztő és a Nordisk Film filmstúdió. A vállalatot 2004 márciusában vásárolta meg az Eidos Interactive videójáték-kiadó 23 millió angol fontért, melyet később a Square Enix vásárolt meg és 2009-ben Square Enix Europe-re változtatta az új leányvállalat nevét. 2017 májusában a Square Enix döntött az IOI eladásáról és új vevőt keresett a cégnek. 2017 júniusában a menedzsment kivásárolta, ezzel független fejlesztővé alakult a Hitman és a Freedom Fighters franchise-ok tulajdonjogának birtoklásával. A cég legutóbbi játéka, a Hitman 3 2021. január 20-án jelent meg.

## Történelem

### Előzmények és alapítás (1997–1998)
A Reto-Moto videójáték-fejlesztő céget 1997-ben alapították a dániai Koppenhágában. A stúdió első játékának befejezése előtt 1998-ban partnerséget kötöttek a Nordisk Film dán filmstúdióval, amelynek nyomán a két cég közös leányvállalatot alapított. Az így létrejövő IO Interactive-ot 1998 szeptember 16-án jegyezték be a Reto-Moto hét alkalmazottjával (Jesper Vorsholt Jørgensen, Rasmus Guldberg-Kjær, Martin Munk Pollas, Karsten Lemann Hvidberg, Jacob Andersen, Janos Flösser és David Guldbrandsen), akik a cég alapítójaként és első alkalmazottaiként működtek. A Nordisk Film és a hét alapító tag 50-50 százalékos részesedéssel bírt. 2004 márciusára a Nordisk 40,3%-ot tulajdonolt a cégben.

### Hitman: Codename 47(1998–2000)
A cég alapításakor egy Rex Dominus névre keresztelt fantasy MMO (nagyon sok szereplős online játék) elkészítését tervezte, a Nordisk Film vezetése azonban arra kérte a fejlesztőket, hogy fejezzék be a munkát a Rex Dominus-on, és teszteljék a képességeiket inkább egy egyszerű lövöldözős játékkal. Ennek nyomán a fejlesztőcsapat egy run-and-gun jellegű akciójáték készítése mellett döntött, mivel az jelentősen kevesebb időt vett igénybe. A játékhoz John Woo filmjei szolgáltak inspirációul, többek között A fegyverek istene és A bérgyilkos. A játékot személyi számítógépre fejlesztették, egyrészt mert nem tudtak beszerezni semmilyen konzolos fejlesztőeszközt, másrészt pedig érdeklődtek a PC-k gyorsan fejlődő 3 dimenziós grafikai képességei iránt.
A fejlesztés egy része (melynek eredménye később a Hitman: Codename 47 lett) a Glacier videójáték-motor elkészítésére összpontosult, mely az IO Interactive egyedi igényeinek kielégítésére készült. Jacob Andersen, az egyik társalapító erről így nyilatkozott: "Mivel a játék fő eleme a gyilkolás volt, valami különlegeset akartunk. (...) A hagyományos >>halálanimációk<< túl élettelenek voltak, ezért néhány programozó valós idejű inverz kinematikával kezdett próbálkozni az összeeső testeken. Az első változatok nagyon lassan futottak le, amíg egy programozó kitalálta, hogy tudnánk felgyorsítani a számolást." Ez vezetett aztán a fejlett rongybábfizika videójátékban való használatához. A fizikai modell felkeltette a brit Eidos Interactive kiadó figyelmét, és Jonas Eneroth, a cég egyik tagja úgy vélte, hogy a technológia jó szolgálatot tenne a Codename 47-ben. Hat hónapnyi tárgyalás után az Eidos Interactive és az IO Interactive kiadói szerződést kötöttek. Eneroth a játék executive producere lett.
Ebben a minőségében arra biztatta a fejlesztőcsapatot, hogy hagyják a run-and-gun jellegű játékmenetet, és helyette metodikai játékélmény elérésére törekedjenek, például a holttestek vonszolásának lehetőségével teremtsenek izgalmat. Eneroth korábban a Deus Ex és Thief: The Dark Project játékokon dolgozott, ekkor ismerkedett meg közelebbről azzal a lopakodós játékmechanikával, amit a Codename: 47-ben is elképzelt. A játékot végül 2000. november 19-én adták ki.
A játék fogadtatása – nehézsége miatt – változó volt.

### ACodename 47után (2000–2004)
2001 októberében az Eidos Interactive hivatalosan is bejelentette a Codename 47 folytatását, a Hitman 2: Silent Assassint. Az eredetileg 2002 márciusára tervezett játékot kis késéssel 2002 szeptemberében adták ki, ekkor már nemcsak Microsoft Windows platformra, hanem PlayStation 2 és Xbox konzolokra is. Hogy csökkentések a konzolos változatok elkészítése miatt növekvő terheket, a fejlesztőcsapat ekkor "jelentős" számban nőtt. A játék kedvező fogadtatásban részesült. Greg Kasavin, a GameSpot újságírója szerint "a Hitman 2-ben szinten minden, elődjében elkövetett hibát kijavítottak". A Silent Assassin sikere meglepetésként érte a fejlesztőket, és a következő évben gyorsan elkészítették a játék Nintendo GameCube változtatát is.
2003-ban az IO Interactive döntött arról, hogy Magyarországon nyit irodát IO Interactive Hungary néven. Hogy biztos alapokra építsék a stúdiót, 50 magyar fejlesztőt vettek fel, akiket hat hónapig a cég koppenhágai központjában képeztek tovább. Miután azonban a képzés befejeződött, a cég rájött, hogy az ötven fős magyar stúdiónak még nincs vezetése. Ahelyett, hogy a magyar stúdióban alkalmazták volna őket, mindegyiküknek a cég központjában ajánlottak munkát, melyet majdnem kivétel nélkül mindannyian el is fogadtak. Ez év októberében az Electronic Arts kiadta az IO Interactive által fejlesztett harmadik személyű lövöldözős játékot, a Freedom Fighters-t (2002-es májusi bejelentésekor még Freedom Fighters: The Battle for Liberty Island). A várakozások ellenére az IO Interactive nem jelentette még be a játék folytatását.

### Eidos-felvásárlás, újabbHitmanjátékok (2004–2006)
2004. március 3-án az Eidos Interactive bejelentette, hogy a következő négy évben 23 millió angol font értékű készpénzért és részvényért, valamint további 5 millió angol font teljesítménytől függő eszközért felvásárolják az IO Interactive-ot. A megállapodást az év március 31-én írták alá. Abban az időben az IO Interactive 140 alkalmazottjával Európa 10. legnagyobb videójáték-fejlesztője volt. Az eladást megelőző tárgyalásokat az egyik alapító, Flösser vezette.
Az Eidos menedzsmentje alatt megjelenő első játék a Hitman franchise harmadik játéka, a Hitman: Contracts volt, melyet az év áprilisában jelentettek be. A játékot körülbelül kilenc hónap alatt készítették el (tervezéstől végleges kiadásig), azonban a fejlesztés nagyon szűk határidők korlátolták. Contracts received positive reception. A széria következő játéka, a Hitman: Blood Money-t nem sokkal utána, 2004 novemberében jelentették be. A végül 2006-ban kiadott játékot a kritika elismerően méltatta, és utólag is a Hitman sorozat legjobb játékának tartják.

### Későbbi játékok (2006–2010)
A cég 2006 augusztusában jelentette be következő játékát, a Kane & Lynch: Dead Ment. A Hitman sorozat nyílt világú, egyszemélyes lopakodós stílusától eltérően a Kane & Lynch: Dead Men lineáris, kooperatív játékmenet-fókuszú harmadik személyű lövöldözős játék. A 2007 novemberében megjelent játék vegyes értékeléseket kapott, néhány kritikus pedig úgy érezte, a játék túl messze került a modern játékokra jellemző játékmenettől.
2008. április 11-én a cég alapítói közül négyen (Vorsholt Jørgensen, Pollas, Andersen és Guldbrandsen) bejelentették, hogy négyen, az Eidos Interactive korábbi producerável, Neil Donnell-lel újraalapítják a Reto-Moto fejlesztő céget. A cégben Guldbrandsen a technológiai igazgató, Donnell pedig a vezérigazgatói széket foglalta el. Utánuk az év decemberében tíz további korábbi IO Interactive fejlesztő csatlakozott a Reto-Motohoz. Flösser, az IO Interactive társalapítója és a cég akkor igazgatója 2008. április 16-án hagyta el a céget, helyét a 2002-ben csatlakozott Niels Jørgensen vette át.
2009 januárjában az Eidos Interactive bejelentette, hogy az IOI a cég korábbi játékaitól eltérően családbarát Mini Ninjas fejlesztésén dolgozik. Jørgensen nyilatkozata szerint a Mini Ninjas-zal a stúdió bővíteni szeretné játékosai körét.
Nem sokkal a bejelentés után, 2009 áprilisában az Eidos Interactive-ot 84,3 millió angol fontért felvásárolta a japán Square Enix. Az év folyamán az Eidos Interactive-ot újraszervezték, és 2009 novemberétől Square Enix Europe néven működött tovább. Az újonnan felvásárolt cég továbbra is irányította korábbi leányvállalatait, így az IO Interactive-ot is. Az IO Interactive-ről Karsten Lund úgy nyilatkozott, hogy a kivásárlás után sem szenvedett a cég semmilyen megkötésektől.
2009 novemberében jelentették be a Kany & Lynch: Dead Men folytatásának szánt Kany & Lynch 2: Dog Days-t, melyet 2010 augusztusában adtak ki. A kritikusok úgy vélték, hogy a játék legtöbb része szándékosan sikerült "mocskosra", hogy jobban illeszkedjen a játék jól mesélt történetébe.
Jørgensen 2009 novemberi, Gamasutra-val készült interjújában elmondta, hogy a skandináv államok magas megélhetési költségei miatt a cég grafikai részlegét nagy részben Sanghajba szervezték ki. A kínai irodát két dán IO Interactive munkatárs közreműködésével indították el, akik közül egy tartósan Sanghajban van, hogy felügyelje az iroda munkáját. 2010 márciusában a korábbi 200 alkalmazottból harmincötöt elbocsátottak a cégtől. Még ugyanabban az évben további harminc embertől váltak meg, vélhetően egy Microsoft számára folyamatban lévő munka idő előtti lemondása előtt.

### Visszatérés aHitmanjátékokhoz (2011–2016)
2011 májusában az IO Interactive és a Square Enix bejelentették, hogy visszatérnek a Hitman franchise-hoz, a sorozat következő játéka pedig a Hitman: Absolution lesz. Egy különálló demó Hitman: Sniper Challenge néven 2012 májusában jelent meg. Az Absolutiont az év novemberében adták ki, és a Blood Money-hoz hasonlóan igen pozitívan fogadták. Több rajongó és a fejlesztőcsapat egy része is úgy érezte azonban, hogy az Absolution egyre inkább kezd a mainstream irányába menni, és ennek következtében sok hű játékost elvesztett.
2012 februárjában a Square Enix új koppenhágai irodát nyitott IO Interactive néven. A következő év márciusában kiderült, az új iroda a Hapti.co, a cég mobil telefonos játékokat fejlesztő leányvállalata. 2017 szeptemberében a Hatpi.co-t eladták a Wargaming Mobile-nak, a Wargaming.net mobiltelefonos divíziójának, és Wargaming Copenhagenre nevezték.
2013 júniusában az IO Interactive teljes létszámának felét, hetven főt bocsátottak el a "nehéz piaci helyzet által generált cégen belüli méretcsökkentés" miatt. A Sqaure Enix ekkor jelentette be, hogy a cég kizárólag a Hitman sorozat játékaival fog foglalkozni. Ekkor vette át a stúdió vezetését Hannes Seifert, aki előtte három évig produkciós igazgató volt az IO Interactive-nál. Egy 2015-ös sajtótájékoztatón a Sony jelentette be a Hitman sorozat legújabb játékát, az alcím nélküli Hitman játékot, melyet 2015 decemberében terveztek kiadni. A játékot később 2016 márciusára halasztották, majd bejelentették, hogy epizodikus formában jelenik meg. Ennek megfelelően 2016 márciusában jelent meg az első évad hat epizóddal, melyből az utolsót 2016 októberében adták ki. Ezidőtájt csatlakozott a csapathoz a korábban Massive Entertainment által fejlesztett The Division rendezője, Ryan Barnard. Ekkor az IO Interactiv-nak 170 alkalmazottja volt, és Dánia legnagyobb videójáték-fejlesztője volt.

### Vezetői kivásárlás,Hitman 2(2017–napjainkig)
Seifert 2017 februárjában jelentette be, hogy elhagyja a céget, és egy be nem jelentett projekten fog dolgozni szülőhazájában, Ausztriában. Feladatait a stúdió korábbi produkciós igazgatója, Hakan B. Abrak vette át, és lett vezérigazgató.
2017 májusában a Square Enix bejelentette, hogy megszüntetik az IO Interactive finanszírozását és lehetséges befektetőkkel tárgyalnak a cég eladásáról. A bejelentés után több munkahelyet megszüntettek a cégnél. 2017. június 16-án az IO Interactive bejelentette, hogy vezetői kivásárlást hajtott végre a cégben, melynek eredményeként függetlenné váltak. A kivásárlás kiterjedt a szellemi termékek jogaira is, így a Hitman és a Freedom Fighters jogaira, de nem tartalmazta a Kane & Lynch és a Mini Ninjas-t. Macuda Joszuke, a Square Enix elnöke és vezérigazgatója úgy nyilatkozott, hogy a cég és a Hitman eladásának döntése azért történt, mert úgy érezték, a sorozatnak folytatódnia kell, de jobb kezekben lenne egy másik tulajdonos, vagy az IO Interctive irányítása alatt. Az IO Interactive társigazgatója, Eskil Mohil azt mondta, mikor a Sqaure Enix döntött az eladásról, már dolgoztak a Hitman 2-n, a létszámcsökkentés pedig elengedhetetlen volt ahhoz, hogy az IO Interactive a Square Enix támogatásának megszűnésével és később anélkül is működőképes maradjon. Mohl úgy érezte, hogy ez is hozzájárult, hogy a stúdió megerősödéséhez, és hogy Hitman 2 jobban összerakott játéknak érződjön.
Nem sokkal később az IO Interactive megerősítette, hogy a 2016-os Hitman minden nyeresége közvetlenül a céghez kerül. Ugyanazon év augusztusában a cég bejelentette, hogy egy új Hitman játékon dolgozik. 2018 áprilisában az IO Interactive disztribúciós szerződést kötött a Warner Bros. Interactive Entertainmenttel a 2016-os Hitman Definitive Edition kiadásáról, melyet a következő hónapban jelentettek meg. 2018 júniusában a cég bejelentette a Hitman 2-t. Az előd 2016-os Hitman-től eltérően a Hitman 2 nem epizodikusan jelenik meg. A játék végül az év novemberében jelent meg a Warner Bros. Interactive Entertainment kiadásában. 2019. január 16-án a cég irodát nyitott a svédországi Malmőben IOI Malmö néven.

## Játékok
| Év   | Cím                       | Platform | Platform | Platform | Platform | Platform | Platform | Platform | Platform | Platform | Platform | Platform | Platform | Platform | Kiadó                                  |
| Év   | Cím                       | GCN      | PS2      | PS3      | PS4      | PS5      | Wii      | Win      | Linux    | Mac      | Xbox     | X360     | XONE     | XBSX     | Kiadó                                  |
| ---- | ------------------------- | -------- | -------- | -------- | -------- | -------- | -------- | -------- | -------- | -------- | -------- | -------- | -------- | -------- | -------------------------------------- |
| 2000 | Hitman: Codename 47       | Nem      | Nem      | Nem      | Nem      | Nem      | Nem      | Igen     | Nem      | Nem      | Nem      | Nem      | Nem      | Nem      | Eidos Interactive                      |
| 2002 | Hitman 2: Silent Assassin | Igen     | Igen     | Nem      | Nem      | Nem      | Nem      | Igen     | Nem      | Nem      | Igen     | Nem      | Nem      | Nem      | Eidos Interactive                      |
| 2003 | Freedom Fighters          | Igen     | Igen     | Nem      | Nem      | Nem      | Nem      | Igen     | Nem      | Nem      | Igen     | Nem      | Nem      | Nem      | Electronic Arts                        |
| 2004 | Hitman: Contracts         | Nem      | Igen     | Nem      | Nem      | Nem      | Nem      | Igen     | Nem      | Nem      | Igen     | Nem      | Nem      | Nem      | Eidos Interactive                      |
| 2006 | Hitman: Blood Money       | Nem      | Igen     | Nem      | Igen✝    | Nem      | Nem      | Igen     | Nem      | Nem      | Igen     | Igen     | Igen✝    | Nem      | Eidos Interactive                      |
| 2007 | Kane & Lynch: Dead Men    | Nem      | Nem      | Igen     | Nem      | Nem      | Nem      | Igen     | Nem      | Nem      | Nem      | Igen     | Nem      | Nem      | Eidos Interactive                      |
| 2009 | Mini Ninjas               | Nem      | Nem      | Igen     | Nem      | Nem      | Igen     | Igen     | Nem      | Igen     | Nem      | Igen     | Nem      | Nem      | Eidos Interactive, Feral Interactive   |
| 2010 | Kane & Lynch 2: Dog Days  | Nem      | Nem      | Igen     | Nem      | Nem      | Nem      | Igen     | Nem      | Nem      | Nem      | Igen     | Nem      | Nem      | Square Enix                            |
| 2012 | Hitman: Absolution        | Nem      | Nem      | Igen     | Igen✝    | Nem      | Nem      | Igen     | Nem      | Igen     | Nem      | Igen     | Igen✝    | Nem      | Square Enix, Feral Interactive         |
| 2016 | Hitman                    | Nem      | Nem      | Nem      | Igen     | Nem      | Nem      | Igen     | Igen     | Igen     | Nem      | Nem      | Igen     | Nem      | Square Enix, Feral Interactive         |
| 2018 | Hitman 2                  | Nem      | Nem      | Nem      | Igen     | Nem      | Nem      | Igen     | Nem      | Nem      | Nem      | Nem      | Igen     | Nem      | Warner Bros. Interactive Entertainment |
| 2021 | Hitman 3                  | Nem      | Nem      | Nem      | Igen     | Igen     | Nem      | Igen     | Nem      | Nem      | Nem      | Nem      | Igen     | Igen     | IO Interactive                         |

✝ A Hitman HD Enhanced Collection (2019) részeként

### El nem készült játékok
- Rex Dominus
- Be nem jelentett játék a Microsoft számára (2009)

## Fordítás
- Ez a szócikk részben vagy egészben  az   IO Interactive című angol Wikipédia-szócikk ezen változatának fordításán alapul.  Az eredeti cikk szerkesztőit annak laptörténete sorolja fel. Ez a jelzés csupán a megfogalmazás eredetét és a szerzői jogokat jelzi, nem szolgál a cikkben szereplő információk forrásmegjelöléseként.